# Петух в вине

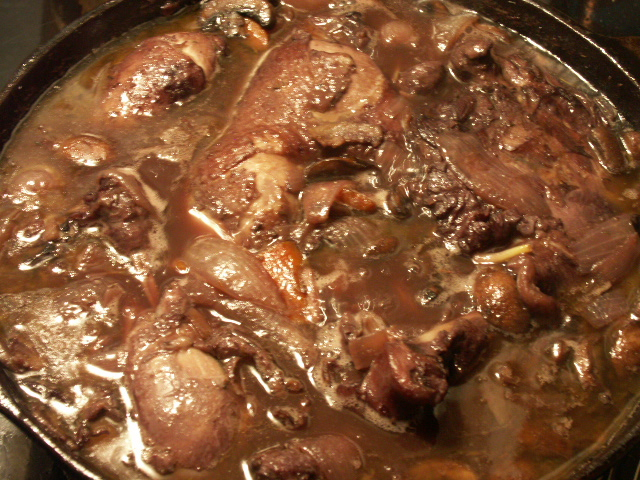
Кок-о-вен

Петух в вине (кок-о-вен, фр. coq au vin) — классическое блюдо французской кухни из курятины. Во Франции существует большое количество рецептов тушения куриного мяса в вине, в каждом винодельческом регионе имеется как минимум один собственный рецепт. Рецепты различаются не только названием, которое даётся в соответствии с используемым в приготовлении вином, но и соответствующим ароматом. Считается, что родиной этого блюда является Бургундия, поэтому петух в вине по-бургундски считается классическим рецептом кок-о-вен.
Для настоящего кок-о-вен требуется именно петух, а не курица, желательно годовалый, весом около трёх килограммов. Но в современных условиях петухов сложно достать, и даже в самых именитых ресторанах их заменили куры. Для кок-о-вен берётся тушка целиком, нельзя приготовить настоящее блюдо, например, из ножек. В классических рецептах обязательно добавление крепкого алкогольного напитка местного производства. В кок-о-вен нельзя использовать дешёвое вино невысокого качества, это должна быть та же марка, что и подаётся за столом. Кок-о-вен обычно сервируют с багетом.